# Rocky King, Inside Detective
Rocky King, Inside Detective era una serie de televisión estadounidense, emitida en la fenecida cadena DuMont entre 1950 y 1954. Fue uno de los programas más populares de DuMont. Era una serie policial realizada en vivo y ambientada en Nueva York.
Era protagonizada por Roscoe Karns, y los sets de grabación eran las mismas oficinas y pasillos del edificio de la cadena DuMont. Al final de cada programa, Rocky King realizaba una pequeña conversación telefónica con su esposa Mabel (que nunca apareció en pantalla) y, después de colgar, decía a nadie en particular, "Great girl, that Mabel" (en español: Gran chica, esa Mabel).
A pesar de que muchos episodios de programas de DuMont fueron destruidos, algunos episodios aún existen, de los cuales 37 están en manos del Archivo de Cine y Televisión de la Universidad de California en Los Ángeles. 4 episodios de la serie fueron lanzados en DVD el 21 de noviembre de 2006. Desde su lanzamiento en DVD, la serie se ha convertido en objeto de culto para los fanáticos de los primeros años de la televisión norteamericana.